# Louis-Charles Gillet de La Jaqueminière
Pour les articles homonymes, voir Gillet.
Louis-Charles Gillet de La Jaqueminière (21 novembre 1752 à Saint-Julien-du-Sault - 7 avril 1836 à Paris), est un homme politique français.

## Biographie
Il occupait en 1777 les fonctions de directeur des postes. Il devint en 1787 procureur-syndic de Joigny à l'assemblée provinciale de l'Ile-de-France, et fut, le 18 mars 1789, élu député du tiers aux États généraux pour le bailliage de Montargis. 
Il prit plusieurs fois la parole dans l'Assemblée constituante, dont il fut secrétaire, fit une motion sur le paiement des impôts, parla sur le décret relatif à la conservation des forêts, donna lecture d'un rapport touchant les droits de minage, péage, etc. Il présenta encore diverses observations relatives à la suppression du privilège de la Compagnie des Indes, aux affaires des postes et des messageries, à l'exercice des droits de citoyen actif par les fonctionnaires publics, etc. 
Nommé, en 1791, inspecteur des postes, en 1792 membre du bureau de conciliation de Montargis, en l'an III président de l'administration de Courtenay, il quitta ce dernier poste pour entrer, le 26 germinal an VII, au Conseil des Cinq-Cents, comme député du Loiret. Il s'y montra favorable au coup d'État du 18 brumaire, et fut appelé par Bonaparte (4 nivôse an VIII) à faire partie du Tribunat. 
Ce fut comme orateur de cette assemblée qu'en 1807 il soutint devant le Corps législatif le projet de loi qui créait une Cour des comptes. Le projet de loi adopté, Gillet de la Jacqueminière fit partie aussitôt du nouveau corps en qualité de conseiller-maître (28 septembre de la même année). 
Chevalier de l'Empire le 3 juin 1808 et chevalier de la Légion d'honneur, il conserva jusqu'au 21 avril 1830 son titre de conseiller à la cour des Comptes.

## Sources
- « Louis-Charles Gillet de La Jaqueminière », dans Adolphe Robert et Gaston Cougny, Dictionnaire des parlementaires français, Edgar Bourloton, 1889-1891 [détail de l’édition]